# Ивково (Вологодская область)
Ивково — деревня в Сокольском районе Вологодской области.
Входит в состав Архангельского сельского поселения, с точки зрения административно-территориального деления — в Архангельский сельсовет.
Расстояние по автодороге до районного центра Сокола — 25 км, до центра муниципального образования Архангельского — 10 км. Ближайшие населённые пункты — Прокопово, Сидорково, Захарово.
По переписи 2002 года население — 7 человек.